# Vladímir Morózov (piragüista, 1952)
Vladímir Ivanovich Morózov (19 de julio de 1952) es un deportista soviético que compitió en piragüismo en la modalidad de aguas tranquilas. 
Participó en los Juegos Olímpicos de Montreal 1976, obteniendo una medalla de oro en la prueba de K4 1000 m. Ganó tres medallas en el Campeonato Mundial de Piragüismo, en los años 1977 y 1978.

## Palmarés internacional
| Juegos Olímpicos   | Juegos Olímpicos      | Juegos Olímpicos | Juegos Olímpicos |
| Año                | Lugar                 | Medalla          | Competición      |
| ------------------ | --------------------- | ---------------- | ---------------- |
| 1976               | Montreal (Canadá)     | Medalla de oro   | K4 1000 m        |
| Campeonato Mundial |                       |                  |                  |
| Año                | Lugar                 | Medalla          | Competición      |
| 1977               | Sofía (Bulgaria)      | Medalla de plata | K4 1000 m        |
| 1977               | Sofía (Bulgaria)      | Medalla de oro   | K4 10 000 m      |
| 1978               | Belgrado (Yugoslavia) | Medalla de oro   | K4 10 000 m      |